# Rennteam Uni Stuttgart
Das Rennteam Uni Stuttgart ist ein Team von Studenten der Universität Stuttgart, das Rennwagen konstruiert und fertigt, um damit an Wettbewerben der Formula Student teilzunehmen. Das Team belegt auf Events der Formula Student regelmäßig vordere Platzierungen.

## Geschichte
Das Rennteam wurde 2005 von Michael Kissling, Konrad Paule und Sebastian Seewaldt gegründet, die auch in den ersten zwei Jahren die Teamleitung übernahmen. Nachdem die Unterstützung durch die Universität und das Forschungsinstitut für Kraftfahrzeuge und Fahrzeugmotoren Stuttgart (FKFS) gesichert war, konnten insgesamt 30 Studenten für das Projekt begeistert werden. Es folgte die Gründung eines gemeinnützigen Vereins als rechtliche Grundlage.
Das Rennteam Uni Stuttgart konnte sich als erfolgreiches Formula-Student-Team etablieren. Es war nicht nur bei der Formula Student Germany 2007 in Hockenheim erstes deutsches Gewinnerteam, sondern ebenfalls 2013 in Michigan erstes deutsches Gewinnerteam.
Mit dem zweiten Auto konnte das Rennteam auch den Sieg beim italienischen Wettbewerb 2007 erringen und sich mit zwei Podiumsplätzen bei Weltmeisterschaften (Platz 3 bei der FISITA-Weltmeisterschaft 2007 in England und Platz 2 bei der FISITA-Weltmeisterschaft 2008 in den USA) an der Weltspitze festsetzen. Die folgenden Jahre waren geprägt von Siegen und Top-3-Platzierungen. Seit Bestehen der Weltrangliste führt das Rennteam diese regelmäßig an.

## Struktur
Das Team hat eine dreiköpfige Teamleitung, die sich in je einen Verantwortlichen für den Verein (1. Vorsitzender), Technik (Gesamtfahrzeugleiter) und Organisation aufteilt.
Der gemeinnützige, eingetragene Verein bildet dabei die rechtliche Grundlage. Dies ist insofern wichtig, weil die Eigenständigkeit gewährleistet ist, vom Finanzamt einige Steuervorteile eingeräumt werden und Spendenquittungen erstellt werden dürfen.
Des Weiteren gibt es ein Technik- und ein Organisationsteam, die wiederum in kleinere Teams unterteilt sind. Durchschnittlich besteht das Team aus etwa 35 Studenten, hauptsächlich aus Ingenieursstudiengängen. Da das Team jedes Jahr neu gebildet wird und immer nur ein kleiner Teil der Teammitglieder verbleibt, kommt dem Wissenstransfer eine wichtige Rolle zu.

## Unterstützung
Das Rennteam ist wie alle an der Formula Student teilnehmenden Teams auf finanzielle Unterstützung der Universität, der Forschungsinstitute und aus der Industrie angewiesen. Das FKFS stellt Räumlichkeiten zur Verfügung, die als Werkstatt und Büro dienen. Aus der Industrie kommen viele der Fertigungsmöglichkeiten für Teile, die sich in der eigenen Werkstatt aufgrund fehlender Kapazität und extrem hoher Maschinenkosten nicht realisieren lassen.
Firmen sind an Kontakt zu teilnehmenden Teams insbesondere zu den werdenden Ingenieuren und an der Formula Student interessiert, weil diese Veranstaltung die Ausbildung fördert und aufwertet.

## Fahrzeuge

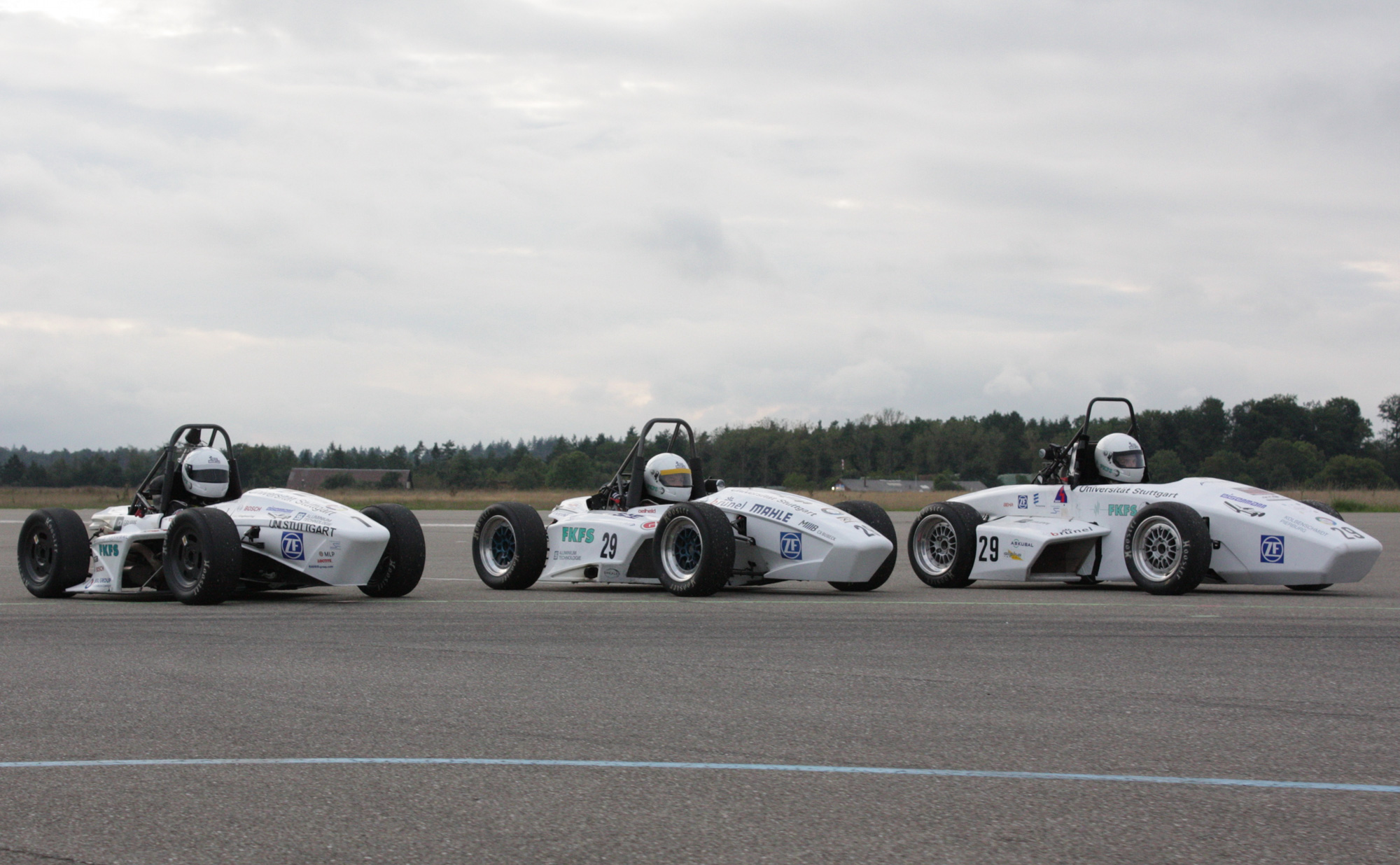
F0711-1, F0711-2B und F0711-3 beim Sponsorenfahren

Das Reglement der Formula Student schreibt vor, dass man jedes Jahr mit einem neuen oder zumindest stark überarbeiteten Auto antreten muss. Wie fast alle anderen Formula Student Teams auch konstruiert das Rennteam jedes Jahr einen komplett neuen Boliden, der aber natürlich auf den Erfahrungen der Vorjahre basiert.
Die Strecken auf den Wettbewerben sind aus Sicherheitsgründen so eng gesteckt, dass Höchstgeschwindigkeiten von maximal rund 120 km/h erreicht werden. Dementsprechend sind die Rennwagen ausgelegt. Wichtige Kriterien sind Zuverlässigkeit, Wendigkeit, Beschleunigung und gutes Kurvenverhalten.
Das Rennteam Uni Stuttgart bezeichnet seine Fahrzeuge wie folgt: F0711–x. 0711 steht für die die Vorwahl von Stuttgart, x steht für die Generation des Boliden. Im alltäglichen Sprachgebrauch hat sich eine Kurzform eingebürgert, bei der die ersten drei Zeichen des Namens weggelassen werden. Das erste Auto, der F0711‑1, heißt kurz „elf‑eins“.
Die Stuttgarter Boliden werden traditionell weiß lackiert.

### F0711‑1 (2006)
Das erste Auto des Rennteams hatte sein Rollout am 5. Mai 2006. Mit ihm startete das Rennteam bei den Wettbewerben in England, Deutschland und Italien. Er begründete mit seinem gelungenen Start (bester Newcomer in England und Platz 3 in Italien) den Status des Rennteam Uni Stuttgart als bisher erfolgreichstes deutsches Formula-Student-Team.

### F0711‑2 (2007)
Der elf‑zwo wurde am 11. Mai 2007 der Öffentlichkeit präsentiert. Da das Team jedoch der Überzeugung war, dass der Rennwagen so wie er ist, die Ziele nicht erfüllen kann, wurde er in der Mitte auseinandergeflext und innerhalb von 29 Tagen der komplette Hinterwagen neu konstruiert und zum F0711‑2B umgebaut.
Der F0711‑2 hatte keine lange Lebensdauer und er hat nie an einem Wettbewerb teilgenommen.

### F0711‑2B (2007)

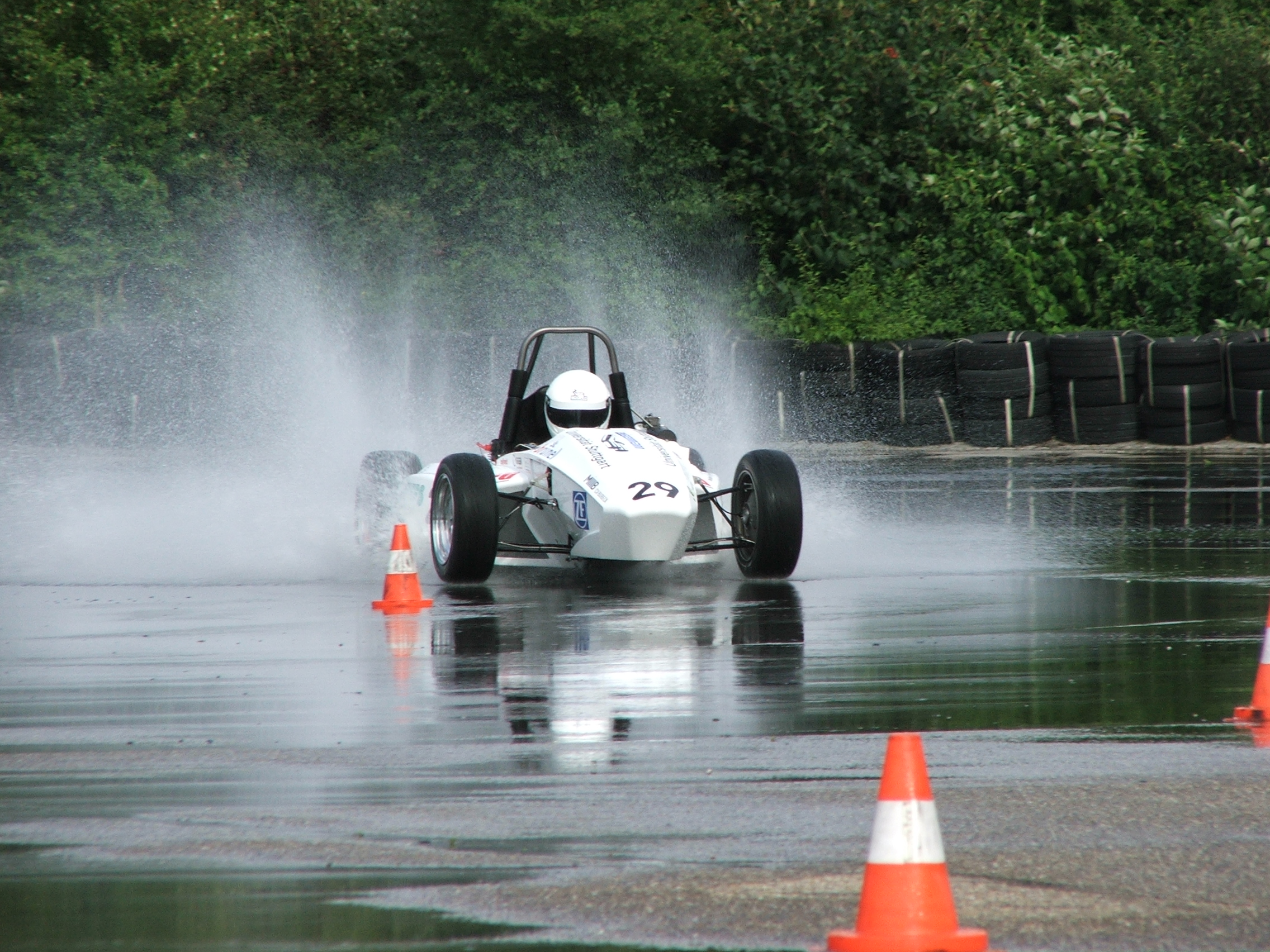
F0711-2B beim Regentest

Der elf‑zwo B entstand aus der Umbauaktion des F0711‑2. Der 11‑2B fuhr bei seinem ersten Wettbewerb die schnellste Endurance Runde und gewann die übrigen 3 Dauerlauf-Rennen in Folge bei seinen weiteren Einsätzen.

### F0711‑3 (2008)

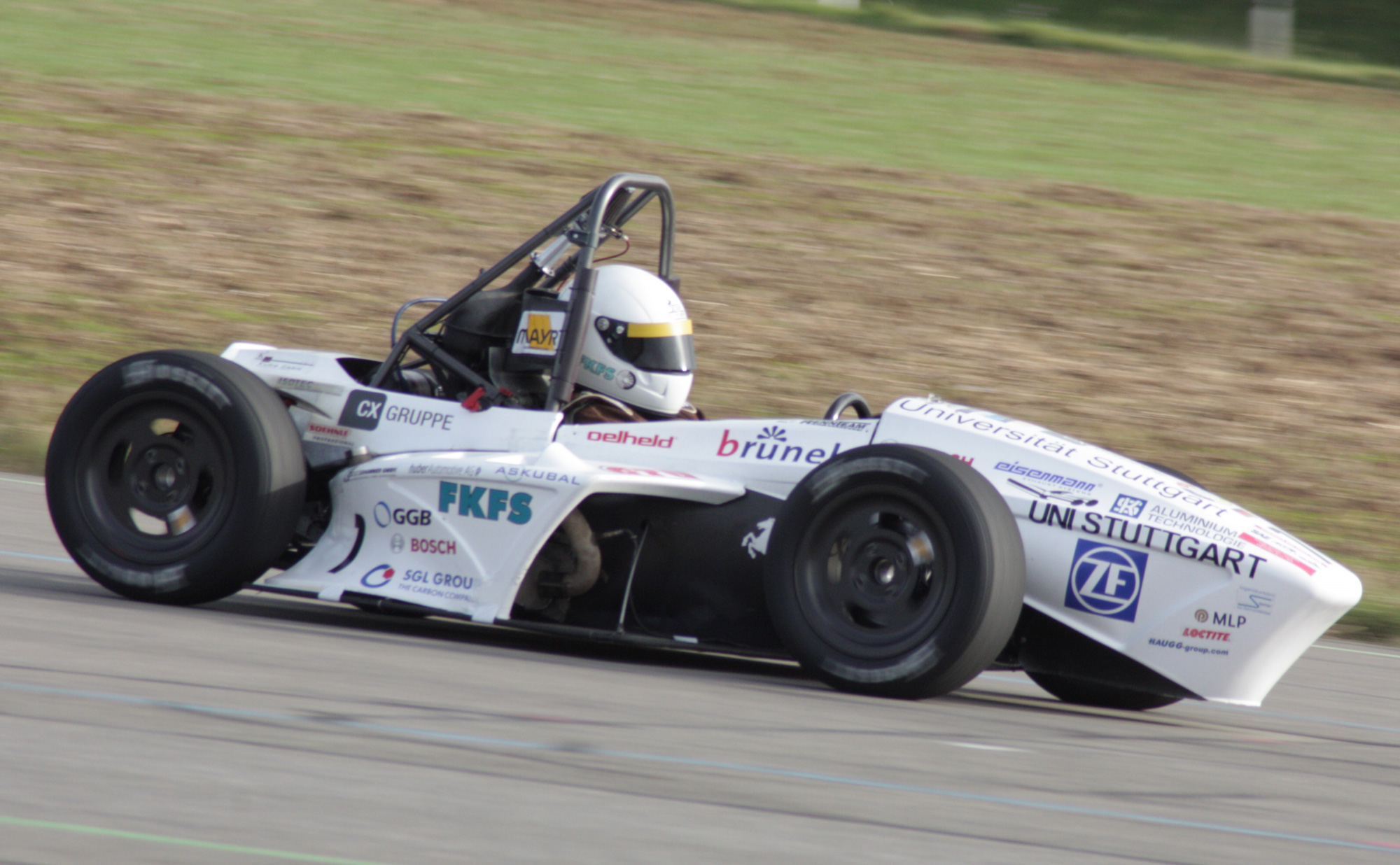
F0711-3

Der elf‑drei konnte 2008 an die erfolgreiche Zeit des 11‑2B anknüpfen. Wieder in England, Hockenheim und Italien am Start, wird das Rennteam Ende November 2008 auch an der Weltmeisterschaft in Australien teilnehmen.
Bei der Formula Student Germany (FSG) in Hockenheim im August 2008 musste das Rennteam seinen ersten Ausfall im Endurance in der letzten Runde hinnehmen, obwohl der 11‑3 das überragende Auto auf dem Wettbewerb war und nur noch 600 m bis zur Titelverteidigung gefehlt haben. Es wurden 588 von bis dahin erreichbaren 600 Punkten erzielt.
Bei der Formula Student in England 2008 konnte der 11‑3 alle dynamischen Disziplinen für sich entscheiden, was bis dahin noch nie in der Geschichte der Formula Student Serie vorkam.
Seit dem 30. November 2008 darf sich das Team, erstmals in seiner Geschichte, Weltmeister nennen. Es gewann die Formula SAE Weltmeisterschaft in Australien mit 961 von 1000 erreichbaren Punkten und sicherte sich somit den Gesamtsieg mit über 150 Punkten Vorsprung auf die Konkurrenz.

### F0711-4 (2009)
Der elf-vier war der erste Rennwagen des Teams mit einem Monocoque aus kohlenstofffaserverstärktem Kunststoff (KFK).

### F0711-5 (2010)
Der elf-fünf ähnelt seinem Vorgänger zumindest von außen sehr. Dies liegt vor allem daran, dass das Monocoque aus KFK wieder aus denselben Formen entstammt, wie das des F0711-4. Viele kleine und große Verbesserungen machen ihn leichter, effizienter und schneller. Die Fahrtests versprachen viel Potenzial, das zum einen durch fast unendliche Möglichkeiten beim Fahrwerkssetup und zum anderen durch jede Menge eingesetzte Messtechnik während der Testphase völlig ausgeschöpft wurden und zu großen Erfolgen führte.

### F0711-6 (2011)
Der elf-sechs wurde in der Rennteam-Geschichte bekannt als „der Herausforderer“. Um eine verbesserte Zugänglichkeit des Antriebsstranges zu gewährleisten, wurde das Rahmenkonzept zu einem einteiligen KFK-Monocoque im Frontbereich in Kombination mit einem Stahlgitterrohrheck umgestellt. Dadurch konnten die Inspektions-, Wartungs- und Reparaturarbeiten erleichtert und somit die Effizienz, insbesondere im Testbetrieb, gesteigert werden. Erstmals wurde die vordere Radaufhängung über Zugstangen gefedert. Die Kombination mit dem Rennteam-typischen 4 Zylinder mit über 66 kW (90 PS), führte den Boliden zu zwei ersten und zwei dritten Plätzen aus vier Wettbewerben.

### F0711-7 (2012)
Der elf-sieben stand unter dem Zeichen des Spruches „Smaller. Stronger. Faster.“ Die Abkehr von den bis dahin verwendeten 13"-Reifen hin zu den deutlich kleineren 10"-Reifen verbesserte die Fahreigenschaften durch größere Wendigkeit und damit schnellere Rundenzeiten bei reduziertem Gewicht.
Die Kombination der vorgenannten Eigenschaften machte das Rennteam noch schneller.

### F0711-8 (2013)
Auch der elf-acht brachte große Veränderungen mit sich, darunter ein Flügelpaket. Noch nie zuvor ist ein Fahrzeug aus dem Hause Rennteam mit einem kompletten Aero-Paket umgesetzt worden. 

### F0711-9 (2014)
Der F0711-9 – das neunte Fahrzeug in der Geschichte des Rennteams – hatte statt des CBR-600-RR-Motors einen Yamaha YZF R6 und einen KFK-Hinterwagen.

### F0711-10 (2015)
„Complete! Finish! Win!“ Das ist das Rennteam-Motto, unter dem nun schon seit 10 Jahren die Rennwagen konzipiert werden. Beim Jubiläumswagen, dem „elf-zehn“, wurde dieses Motto wieder stärker aufgegriffen, um wieder an die Erfolge in 10 Jahren Rennteam anzuknüpfen. Bewährte Systeme wurden mit Innovationen verknüpft, die Flexibilität steht dabei im Vordergrund. Das Chassis ist daher die bekannte Kombination aus KFK-Monocoque mit Stahlgitterrohr-Hinterwagen, um Reparaturen zu vereinfachen und Testzeit zu maximieren.
Als erstes Rennteam-Auto hat der F0711-10 ein modulares 3-Feder-System, um die Performance weiter zu steigern. Dazu sticht sofort das große Aerodynamikpaket ins Auge, das trotz des neuen Reglements für die Saison 2015 keine Verluste in Effizienz und Anpressdruck verzeichnet. Durch die Formgebung mit der markanten Nase ist auch dieser Bolide klar dem Rennteam zuzuordnen. Im Farbdesign wurde dagegen das Motto „altbewährt trifft jung und frisch“ deutlich, da es mit bekannten Farben dennoch einen neuen Weg in der Gestaltung geht.

### F0711-11 (2016)
Der F0711-11 verfügt, wie sein Vorgänger, über ein modulares 3-Feder-System, um die Performance weiter auf dem hohen Level zu halten. Dazu sticht dieses Jahr das sehr überarbeitete Aerodynamikpaket ins Auge, das im Vergleich zum Vorjahr über 30 % mehr Anpressdruck erzeugt. 

### Wettbewerbe
| Saison | Fahrzeug | Formula Student (UK) Juli                             | Formula Student (Germany) August      | Formula SAE Italy September ab 2015: Formula Student (Spain) August | Formula SAE (Michigan) Mai | Weitere Wettbewerbe                                                              | Platzierung Weltrangliste nach letztem Wettbewerb |
| ------ | -------- | ----------------------------------------------------- | ------------------------------------- | ------------------------------------------------------------------- | -------------------------- | -------------------------------------------------------------------------------- | ------------------------------------------------- |
| 05/06  | F0711-1  | Gesamtplatz 11 - Best Newcomer                        | Gesamtplatz 6 - bestes deutsches Team | Gesamtplatz 3 - Platz 2 Pursuit Competition                         | Nicht teilgenommen         |                                                                                  | 11                                                |
| 06/07  | F0711-2B | Gesamtplatz 3                                         | Gesamtsieg                            | Gesamtsieg                                                          | Gesamtplatz 2              |                                                                                  | 3                                                 |
| 07/08  | F0711-3  | Gesamtsieg                                            | Gesamtplatz 23                        | Gesamtsieg                                                          | Nicht teilgenommen         | Australien Gesamtsieg                                                            | 1                                                 |
| 08/09  | F0711-4  | Gesamtsieg                                            | Gesamtsieg                            | Gesamtsieg                                                          | Gesamtplatz 30             |                                                                                  | 12                                                |
| 09/10  | F0711-5  | Gesamtplatz 2                                         | Gesamtplatz 15                        | Gesamtplatz 2                                                       | Gesamtplatz 3              |                                                                                  | 4                                                 |
| 10/11  | F0711-6  | Gesamtsieg                                            | Gesamtplatz 3                         | Gesamtsieg                                                          | Gesamtplatz 3              |                                                                                  | 3                                                 |
| 11/12  | F0711-7  | Gesamtplatz 5                                         | Gesamtsieg                            | Gesamtsieg                                                          | Gesamtsieg                 |                                                                                  | 1                                                 |
| 12/13  | F0711-8  | Gesamtplatz 3 (bestes Fahrzeug mit Verbrennungsmotor) | Gesamtplatz 2                         | Gesamtsieg                                                          | Gesamtplatz 3              | Austria Gesamtplatz 3 (bestes Fahrzeug mit Verbrennungsmotor)                    | 1                                                 |
| 13/14  | F0711-9  | Gesamtplatz 2 (bestes Fahrzeug mit Verbrennungsmotor) | Gesamtplatz 2                         | Gesamtplatz 12                                                      | Nicht teilgenommen         |                                                                                  | 23                                                |
| 14/15  | F0711-10 | Gesamtplatz 3 (bestes Fahrzeug mit Verbrennungsmotor) | Gesamtplatz 2                         | Gesamtsieg - Punkteweltrekord Combustion Cars (980,15/1000)         | Gesamtsieg                 | Austria Gesamtplatz 7                                                            | 8                                                 |
| 15/16  | F0711-11 | Gesamtsieg                                            | Gesamtplatz 2                         | Gesamtsieg                                                          | Gesamtsieg                 | Austria Gesamtsieg                                                               | 1                                                 |
| 16/17  | F0711-12 | Nicht teilgenommen                                    | Gesamtplatz 3                         | Gesamtplatz 3                                                       | Gesamtsieg                 | Austria Gesamtsieg Hungary Gesamtplatz 4 (bestes Fahrzeug mit Verbrennungsmotor) | 1                                                 |
| 17/18  | F0711-13 | Nicht teilgenommen                                    | Gesamtsieg                            | Gesamtsieg                                                          | Gesamtsieg                 | Austria Gesamtplatz 6 Hungary Gesamtsieg                                         | 1                                                 |
| 18/19  | F0711-14 |                                                       |                                       |                                                                     |                            |                                                                                  |                                                   |

Legende: Blau hinterlegt FISITA Weltmeisterschaft